# Toad Suck
Toad Suck es un área no incorporada ubicada en el condado de Perry en el estado estadounidense de Arkansas.

## Geografía
Toad Suck se encuentra ubicada en las coordenadas 35°4′32″N 92°33′36″O / 35.07556, -92.56000.